# Ian Bohen
Ian Stuart Bohen (Carmel, 25. rujna 1976.), američki je glumac, producent. 

## Filmografija
Najpoznatiji po ulozi Petera Halea u MTV-jevom Teen Wolfu i kao Ryan u dramskoj seriji Yellowstone tvrtke Paramount Network.

## Vanjske poveznice

### Mrežna sjedišta
- Ian Bohen u internetskoj bazi filmova IMDb-u (engl.)